# جمانة النونو
جمانة النونو ممثلة ومدبلجة لبنانية.

## عن حياتها
ملت في إذاعة «صوت الوطن»، ثم انتقلت إلى محطة «ICN» وبعدها تلفزيون «المشرق» وبعدها «NTV» ثم «NBN» ثم «تلفزيون الكويت» وأخيراً قناة «الآن». وبالإضافة إلى عملها الإعلامي عملت في مجال الدبلجة وتعمل حاليا في قناة المشهد تقدم برنامج سياسي تحليلي يدعى المواجهة المفتوحة.

## أعمالها
- نوار.
- ابنتي العزيزة.
- البؤساء.
- الغابة السعيدة.
- الكابتن رابح.